# Anders Falk
Anders Falk, född 15 april 1949 i Stockholm, är en svensk musiker, sångare, låtskrivare och landskapsarkitekt. Han är känd som medlem av duon Adolphson & Falk. 
Anders Falk bildade sitt första popband, The Human Beings, tillsammans med tre skolkamrater. I 15-årsåldern började Falk skriva egna sånger. Artisten Donovan kom till Uppsala universitets aula 1966 och Anders Falk inspirerades att bli singer/songwriter och under gymnasietiden spelade Falk första gången på scen inför publik. En annan av Falks idoler var Bob Dylan.
1968 gjorde Falk lumpen som signalist på FRA (Försvarets Radioanstalt). Där träffade han Tomas Adolphson från Uppsala och de började spela och skriva sånger ihop. I början av 1969 blev duon förflyttad till Eksjö och fick bo i en egen lägenhet, som förvandlades till en enkel men fungerande demoinspelningsstudio. Anders Falks och Tomas Adolphsons lägenhets- och lumparkompis Uffe Eriksson blev inspelningstekniker och bandets fotograf. När gänget muckade från lumpen hade de gjort 14 egna inspelade sånger.
Efter lumpen började Falk på landskapsarkitektutbildningen i Lund. Han anslöt sig till studentkårsorkestern Spenkopparna och tillsammans spelade ensemblen in en vinylsingel med Anders Falks komposition Mamma Rag som A-sida. Anders Falk arbetar som landskapsarkitekt på Grontmij. Han fick Sienapriset 2007 för omdaningen av Vasaparken i Stockholm.

## Diskografi
- & Falk (1993)